# 瓦里-武拉-武利亚格迈尼
瓦里-武拉-武利亚格迈尼（希臘語：Βάρη-Βούλα-Βουλιαγμένη）是希腊阿提卡大區东阿提卡专区的市镇，行政中心为武拉。市镇面积为37.225平方公里，2021年人口数量为52,546人。
此市镇设立于2011年地方政府改革中，由原三个市镇合并而成，原市镇则成为此市镇的三个市区。